# 张鲸 (明朝宦官)
張鯨（？—1608年），杭州人，明神宗時的司禮監權閹，他扳倒了权势熏天的司禮監掌印太監冯保，並且阻止了张居正的改革。在協助明神宗清算張居正與馮保之後取代冯保掌握司礼监及东厂。張鲸性刚果，帝倚任之。最后充军而死。

## 生平
张鲸為北直隶新城县人，於嘉靖二十六年（1547年）時进入宫中成为宦官，列于太监张宏名下（小太监入宫，必投一大太监为其主子，称为名下）。
张宏曾对张鲸说過：“冯公是前辈，而且有骨气，不宜除去他”。但张鲸不听其言，執意協助明神宗罷黜馮保。
張鯨刚介寡学，驰心声势，深得明神宗倚毗，为神宗斥逐冯保出谋划策。

### 掌權
冯保被斥逐后，张宏任司礼监掌印太监，张鲸任掌东厂太监，兼掌内府供用库。然张宏与张鲸二人秉性截然不同，兩三年以后，张宏见神宗左右内侍以财货蛊惑皇上心性，便绝食数日而死。神宗颇为痛惜，命人把张宏安葬于阜城门外迎祥寺侧。其後于是以张诚升任为司礼监掌印太监，掌东厂太监张鲸名位虽在张诚之下，权力却凌驾于张诚之上，他纵容亲信邢尚智，招权纳贿，耽于声色。由于他掌管着东厂与内府供用库，内阁辅臣对他颇为忌惮。

### 彈劾
张鲸的种种劣迹，引起了官员们的交章弹劾，御史何出光、马象乾开其端，吏科给事中李沂把弹劾張鯨的計畫推上高潮。
何出光指责张鲸纵容其党羽邢尚智（鸿胪寺序班）、刘守有（锦衣卫都督）相倚为奸，专擅威福，犯了八条当死之罪。神宗仅革去邢、刘二人之职，仍然命张鲸“策励供事”。马象乾对皇上仍令张鲸策励供事一事，表示不满，希望神宗仿效明武宗对權閹刘瑾的处置，对张鲸“远其人而不诛，夺其权而勿籍”。
結果神宗竟下令把马象乾押入锦衣卫镇抚司审问。申时行申救无效，吏部尚书杨巍亦主张解除张鲸职务，仍然无效。于是引来了李沂（字景鲁，湖广嘉鱼人）的上疏。
李沂指出，东厂太监张鲸倚仗恩宠，欺天坏法，胆大心雄，从来未有。张鲸之恶百倍冯保，万倍宋坤，擢其发不足数其罪，食其肉不足振其冤。故京师谚语日：“宁逢虎狼，莫逢张鲸”。李沂奏疏中还牵涉到神宗：“前数日流传，鲸广献金宝，多方请乞，皇上犹豫，未忍决断。中外臣民初闻不信，以皇上富有四海，岂少金宝；明并日月，岂堕奸诈；威如雷霆，岂徇请乞”。
那意思是，神宗之所以不处分张鲸，是因为接受了张鲸的贿赂之故。然而这是神宗决對不能容忍的，他借口李沂是张居正的同党，无端指责李沂“欲与张居正、冯保报复私意不遂，故捏污君父”，下令将李沂交锦衣卫镇抚司“好生打着究问”。几天后，李沂受廷杖六十板，遭革职为民。
神宗本来对外朝臣有所不满，见李沂委过于他，便尚气使性地下旨：召司礼太监张鲸内直。要给张鲸更大的职权。许多官员上疏劝谏，他一概不理。
不久，雒于仁批评皇上酒色财气时，再次提及张鲸在官内擅权不法之事，说：“张鲸以贿而见用，给事中李沂之言为不诬”。这一下，使神宗不得不处分张鲸了。他在召见申时行、许国、王锡爵、王家屏时，为自己辩解说：“說朕貪財，因受張鯨賄賂，所以用他。昨年李沂也這等說。朕為天子，富有四海，天下之財皆朕之財，朕若貪張鯨之財，何不抄沒了他？”为了表明他并未因接受张鲸贿赂而重用张鲸，也为了表明他政出独断，他突然决定召见张鲸，要申时行等人加以训斥。他对申时行等人说：“可喚張鯨來，先生每責訓他。”申时行等人表示不敢，說：「張鯨乃左右近臣，皇上既已責訓，何須臣等。」神宗说：“此朕命，不可不遵。”申时行不得不对跪在阶下的张鲸训斥道：“爾受上厚恩，宜盡心圖報，奉公守法。”张鲸自辨表示「因多言，所以得罪。」申时行说：“臣事君猶子事父，子不可不孝，臣不可不忠。”张鲸顿首谢罪，三呼万岁，然后退下。
自从这次戒谕之后，张鲸顿时失宠，不久便退废林下。

### 遭罷職後
1590年张鲸遭罢斥後，邢尚智被發配充軍，张诚以司礼监掌印太监兼掌东厂及内官监，权力比张鲸有过之而无不及，又另一个权阉代之而起。张诚每每向皇上规谏，引经据典，或暗地讥骂，无所顾忌，自以为查抄张居正家产有功，神宗对他也忌惮三分。张鲸在宫中权倾一时，为了培植自己的势力，授意其弟张勋（小名张五老）与外戚（武清侯李家）结为姻亲。他名下的太监萧玉、王忠等又仗势恃宠，恣肆不谨。这种行为超越了神宗所能容忍的界限。
爾後神宗经常因病不视朝，不再召见内阁辅臣，内廷与外朝的沟通只有透过司礼监太监来进行，司礼监太监显得比以前更加不可或缺。但是，以神宗的秉性，不能容忍再出现像冯保那样专横跋扈的司礼监太监。他一向厌恶司礼监太监权势过于扩张，但又不能不依赖他们，一旦他们越过了他所认定的界限，便毫不客气地予以翦除。1596年春，張誠被降为奉御，发往孝陵司香，并将他抄家，弟侄都被撤职治罪。
张鲸與张诚的下场，可以說是完全重蹈了冯保的覆辙。
| 前任： 冯保 | 东厂提督太监 1582年—1590年 | 繼任： 张诚 (万历宦官) |

## 延伸阅读
[在维基数据编辑]
 《明史卷三百〇五》，出自《明史》